# Les Années coup de cœur
Pour les articles homonymes, voir The Wonder Years.
Les Années coup de cœur (2021)
Les Années coup de cœur (The Wonder Years) est une série télévisée américaine en 115 épisodes de 25 minutes, créée par Neal Marlens et Carol Black et diffusée entre le 31 janvier 1988 et le 12 mai 1993 sur le réseau ABC.
En France, la série a été diffusée à partir du 20 septembre 1989 sur M6 et rediffusée sur MCM ; et au Québec à partir du 5 avril 1990 à la Télévision de Radio-Canada.

## Synopsis
Cette série met en scène les souvenirs d'un petit devenu grand, de 1968 à 1973 : vie quotidienne, école, relations familiales, amicales, amoureuses, mais aussi évènements de l'époque (guerre du Viêt Nam, festival de Woodstock, scandale du Watergate…).

## Distribution
- Fred Savage (VF : Brigitte Lecordier puis Alexandre Gillet) : Kevin Arnold
- Jason Hervey (VF : Emmanuel Curtil) : Wayne Arnold
- Olivia d'Abo (VF : Valérie Siclay) : Karen Arnold (1988-1992)
- Alley Mills (VF : Francine Lainé) : Norma Arnold
- Dan Lauria (VF : Jacques Richard) : Jack Arnold
- Josh Saviano (VF : François Carlier puis Tony Marot) : Paul Pfeiffer
- Danica McKellar (VF : Barbara Tissier) : Gwendolyne « Winnie » Cooper
- Robert Picardo : Coach Cutlip
- Raye Birk : M. DiPerna (1988-1991)
- Ben Stein : M. Cantwell (1988-1991)
- Sean Baca : Craig Hobson (1989-1990)
- Giovanni Ribisi : Jeff Billings (1992-1993)
- David Schwimmer : Michael (1992)
- Chad Allen : Brad Patterson (1991)
- Arye Gross (épisode Pilote uniquement) puis Daniel Stern (VF : Jean-Claude Montalban) : la voix de Kevin adulte et le narrateur

 Source et légende : version française (VF) sur RS Doublage

## Générique
Le générique de la série a pour fond musical With a Little Help from My Friends, interprété par Joe Cocker lors du Festival de Woodstock le 17 août 1969.